# Def Leppard (음반)
| 전문가 평가 | 전문가 평가 |
| 평가 점수   | 평가 점수   |
| 출처        | 점수        |
| ----------- | ----------- |
| AllMusic    | [ 2 ]       |

《Def Leppard》는 2015년 10월 30일에 발매된 영국의 하드 록 밴드 데프 레퍼드의 열한 번째 스튜디오 음반이다. 2008년 《Songs from the Sparkle Lounge》(그들의 경력에서 두 스튜디오 음반 사이의 가장 긴 차이를 나타냄) 이후 첫 번째 스튜디오 음반이자 에델 AG에서 발매한 첫 번째 스튜디오 음반으로, 10위로 데뷔한 후 빌보드 200에서 일곱 번째 톱 10 음반이 되었다. 2015년 9월 15일 첫 싱글 〈Let's Go〉가 발매되었다.
이 음반은 로넌 맥휴와 데프 레퍼드가 프로듀싱했다. 2016년 클래식 록 명예상 올해의 앨범상을 수상했다.

## 배경
2015년 8월, 가수 조 엘리엇은 이 음반이 약 55분의 실행 시간과 함께 14개의 트랙으로 구성될 것이라고 말했다. 그는 음반의 사운드에 대해 "그냥 그렇게 들리기 때문에 《Def Leppard》라고 불립니다. 데프 레퍼드의 특정 시대처럼 들리지 않습니다. 모든 것을 얻었어요. 우리가 지금까지 선보이기를 원했던 모든 것의 모든 면이 음향적이고, 무겁고, 부드럽고, 느리고, 빠릅니다. 그것이 우리가 그것을 《Def Leppard》라고 부르는 이유입니다. 왜냐하면 퀸이 그랬던 것처럼, 우리는 매우 다양한 종류의 노래를 생각해낼 수 있기 때문입니다."
기타리스트 필 콜린은 이 음반이 "우리가 한 것 중 가장 다양한 것"일 뿐만 아니라 "《Hysteria》 이후로 우리가 한 것 중 가장 좋은 것"이라고 언급했다. 하지만, 그는 이 음반을 "실험적인" 음반이라고 부르는 대신 "더 자유롭고 표현력이 풍부하다"고 말했다.
이 음반은 아일랜드 더블린에 있는 조스 개러지(Joe's Garage)라는 이름의 엘리엇의 홈 스튜디오에서 녹음되었다.

## 곡 목록
| #   | 제목                        | 작사·작곡                         | 재생 시간 |
| --- | --------------------------- | --------------------------------- | --------- |
| 1.  | 〈Let's Go〉                | 릭 새비지, 조 엘리엇              | 5:01      |
| 2.  | 〈Dangerous〉               | 필 콜린, 엘리엇                   | 3:26      |
| 3.  | 〈Man Enough〉              | 콜린, 엘리엇                      | 3:54      |
| 4.  | 〈We Belong〉               | 엘리엇                            | 5:06      |
| 5.  | 〈Invincible〉              | 릭 앨런, 엘리엇                   | 3:46      |
| 6.  | 〈Sea of Love〉             | 콜린                              | 4:04      |
| 7.  | 〈Energized〉               | 콜린                              | 3:23      |
| 8.  | 〈All Time High〉           | 엘리엇                            | 4:19      |
| 9.  | 〈Battle of My Own〉        | 새비지, 엘리엇                    | 2:42      |
| 10. | 〈Broke 'N' Brokenhearted〉 | 콜린, 엘리엇                      | 3:17      |
| 11. | 〈Forever Young〉           | 콜린, 엘리엇                      | 2:22      |
| 12. | 〈Last Dance〉              | 새비지                            | 3:09      |
| 13. | 〈Wings of an Angel〉       | 콜린, 비비언 캠벨, 새비지, 엘리엇 | 4:23      |
| 14. | 〈Blind Faith〉             | 콜린, 캠벨, 새비지, 엘리엇        | 5:33      |